# 六安专区
六安专区，中华人民共和国安徽省已撤销的专区，在今安徽省西部。

## 历史
1949年置，属皖北行署区，专员公署驻六安县（今六安市）。辖六安、舒城、霍山、金寨、霍邱、寿县6县。 1952年，六安专区改属安徽省。同年，原巢湖专区所属肥西县划入六安专区。专区辖7县。
1958年，将肥西县划归合肥市；原属芜湖专区的庐江县划入六安专区。1959年，析寿县、霍邱两县置安丰县。专区辖8县。1961年，原属合肥市的肥西县划入六安专区；撤销安丰县，并入寿县、霍邱2县。1965年，将庐江县划归巢湖专区。六安专区辖7县。
1971年，撤销六安专区，改置六安地区。1999年，六安地区撤銷。